# Wolfgang Rohrbach
Wolfgang Rohrbach (Viena, 11 de junio de 1947) es un austríaco profesor universitario, experto en historia económica, seguros y economía de la salud, triple Doctor en Ciencias, miembro pleno de la Academia Europea de Ciencias y Artes de Salzburg, presidente de Europa Nostra Austria, una organización para la protección de monumentos en Europa desde Krems, presidente honorario de la OLIP, la organización para publicaciones internacionales sobre seguros de vida desde Linz, así como vicepresidente de la ÖSG, la Asociación Austriaca-Serbia en Viena.

## Educación
Desde 1966 hasta 1967, después de terminar la escuela secundaria en Viena, Rohrbach sirvió en el Ejército Federal de Austria. Después de eso, estudió historia y filología eslava en la Universidad de Viena desde 1967 hasta 1972. Obtuvo su PhD en los campos de historia de la economía y sociología, así como filología eslava (con los idiomas principales ruso y serbocroata), obteniendo el título de Doctor en Filología.

## Carrera
Desde 1973, Rohrbach ha trabajado en la industria de seguros en varios roles (estadístico, analista económico, publicista, portavoz de prensa y gerente de diseño de productos).
Desde 1980 hasta 1999, Wolfgang Rohrbach fue el jefe del departamento de comunicaciones y editor en jefe de varias revistas profesionales en la empresa de seguros "Austria-Kollegialität". Desde 2000 hasta 2006, ocupó la misma posición en la sede del Grupo de Seguros UNIQA, después de lo cual trabajó en Belgrado como consultor de ventas para UNIQA Serbia.
Desde 2007 hasta 2014, Rohrbach también trabajó como consultor científico para "Centra-Consult", una firma de consultoría económica y fiscal, principalmente para UNIQA Serbia. Además, fue tasador y experto en seguros en el sureste de Europa dentro del marco de la Sociedad Alemana para la Cooperación Técnica (GTZ). En 2014, se convirtió en el director de la asociación "VR UNIQA Consulting" en Serbia.
La carrera universitaria de Rohrbach ha sido paralela a su trabajo práctico en la industria de seguros. Desde 1984 hasta 1989, fue profesor en la Universidad de Viena, y desde 1986 hasta 1989, en la Universidad de Economía y Negocios de Viena. Desde 1990, ha impartido conferencias como profesor invitado en universidades y academias de Europa del Este y Sudeste de Europa, incluidos Eslovaquia, Hungría, Serbia, Bosnia y Herzegovina, Montenegro y Macedonia del Norte.
Desde 1996, reanudó su docencia en Austria en la Universidad del Danubio Krems (ciencia de seguros), así como en la Facultad de Medicina de la Universidad de Viena y universidades en Viena y Salzburg (economía de la salud, seguros de salud). En 1997, recibió el título profesional de "Profesor" del Presidente de Austria.
En 2006, habilitó en la Facultad de Economía de la Universidad de Hungría Occidental en Sopron con su tesis de habilitación "El impacto del desarrollo demográfico en los sistemas de seguros de salud y pensiones". Desde ese año, ha sido profesor en la Facultad de Negocios e Industrias de Servicios (FABUS) en Novi Sad, y desde 2007 hasta 2009, profesor invitado en gestión de seguros en la Facultad de Negocios y Gestión en Belgrado.
Desde 2009 hasta 2013, trabajó como profesor titular de economía y finanzas en la Escuela Superior de Negocios Modernos en Belgrado. Durante el año académico 2014/15, fue profesor invitado en la Universidad Santa Isabel para Ciencias de la Salud y Sociales en Bratislava. En el año académico 2016/17, fue profesor invitado y presidente de la comisión doctoral en la Universidad Apeiron en Banja Luka. Desde 2017, continúa enseñando como profesor invitado en la Universidad Europea en Brčko. Desde 2018 hasta 2020, fue profesor en la Facultad de Derecho de la Universidad de Kragujevac, y en 2019, fue profesor invitado en la Universidad de Würzburg.

## Títulos académicos y profesionales
Wolfgang Rohrbach posee varios doctorados honorarios y títulos académicos, incluidos un doctorado honorario de la Universidad Europea en Brčko y el título de Profesor Honorario en la Universidad del Danubio y la Universidad para la Educación Continua de Krems.

## Afiliaciones y premios
Desde 2014, es miembro pleno de la Academia Europea de Ciencias y Artes en Salzburg, y desde 2017, miembro de la Academia Real de Ciencias y Artes de Serbia en Belgrado. Ha recibido numerosos premios nacionales e internacionales por su trabajo en el campo de los seguros y la economía de la salud, incluidos:
- Cruz de Honor de Austria por Ciencia y Arte[2]
- Medalla de Honor de Oro por Méritos a la República de Austria[2]
- Medalla de Honor de Oro del Estado de Baja Austria[2]
- Medalla de Honor de Oro del Estado de Estiria[2]
- Medalla de Honor de Oro del Estado de Viena[2]
- Medalla de Honor de Oro del Estado de Salzburgo[2]
- Medalla de Honor de Plata del Estado de Alta Austria[2]
- Copa Honoraria del Canciller Federal Dr. Franz Vranitzky por Contribuciones Sobresalientes al Baloncesto[2]
- Gran Honor del Ministerio de la Diáspora de la República de Serbia[2]
- Confirmación de nombramiento como Asesor Comercial de la Cámara de Comercio de Panamá[2]
- Placa de Oro por Contribuciones Sobresalientes a las Ciencias Sociales de la Universidad Europea en Brčko

## Publicaciones y actividades
Como autor y editor, Rohrbach ha publicado numerosas obras y libros sobre la historia de la industria de seguros y economía de la salud. Su obra enciclopédica de dieciséis volúmenes La Historia del Seguro en Austria ha recibido aclamación internacional y ha sido actualizada regularmente desde 1988. Está involucrado en varios proyectos científicos y educativos tanto en Austria como en el extranjero. Desde 1973, ha sido autor de literatura académica y editor de varias revistas especializadas en seguros. Desde 2003, ha trabajado como profesor y editor en temas como migración, integración y aprendizaje de la historia moderna dentro de la iniciativa projectXchange. Es miembro del equipo editorial de la European Review of Insurance Law (Editor: Association Internationale de Droit des Assurances), Belgrado. También es autor del libro El Surgimiento y Desarrollo de los Estudios Eslavos Científicos en Viena, publicado en 2020 por Tronik Design en Belgrado. Wolfgang Rohrbach continúa su trabajo científico y está activamente involucrado en varios proyectos científicos y educativos tanto a nivel nacional como internacional.

## Publicaciones
Wolfgang Rohrbach ha publicado numerosos artículos científicos, libros y ponencias en conferencias científicas, principalmente en los campos de seguros, economía de la salud, desarrollo demográfico e historia. Selección:
Fraude en seguros, Springer Viena, 2004
Gestión en la industria de seguros, Oldenbourg Verlag, 2005
Economía de la salud y seguros médicos en Europa Central y del Este, Nomos, 2012
La catástrofe del Titanic y el seguro, Instituto de Estudios Europeos, 2019